# Нидерландский референдум по Конституции Европейского союза (2005)
Нидерландский референдум по Конституции Европейского союза — консультативный референдум, который проводился 1 июня 2005 года с целью выяснить, должны ли Нидерланды ратифицировать предложенную Конституцию ЕС. Референдум стал первым более чем за 200 лет истории Нидерландов (предыдущий проходил в 1801 году) и никак не обязывал правительство, то есть, даже несмотря на то, что Конституция была отвергнута большинством избирателей, она могла бы быть ратифицирована Генеральными штатами страны. Однако правительство заявляло до голосования, что оно последует решению народа при явке более 30 %. Результаты голосования показали, что Конституцию отвергли 61,6 % избирателей при явке 63,3 %.
Вопрос, вынесенный на референдум, был следующий:

Вы в пользу или против одобрения Нидерландами договора, устанавливающего Конституцию Европы?
Оригинальный текст (нид.)Bent U voor of tegen instemming door Nederland met het verdrag tot vaststelling van een grondwet voor Europa?

Нидерландский референдум проводился всего через 3 дня после французского референдума, отвергшего Конституцию. Для ратификации Конституции требовалось одобрение всех стран Европейского союза. В связи с этим после того, как Франция проголосовала против Конституции, считалось, что Нидерландский референдум потерял смысл. Кампания «За» апеллировала к тому, что отвержение Конституции Нидерландами может повредить имиджу страны. С другой стороны, результат Французского референдума значительно усилил противников Конституции в Нидерландах. Считается, что двойное отвержение Конституции Францией и Нидерландами, странами-основателями Европейского союза, и «убило» Конституцию Европы. Планировавшиеся референдумы в других странах были либо перенесены, либо вовсе отменены. В настоящее время она более не рассматривается как возможный документ.

## Результаты
| Участие в референдуме:           |            |         |
| Бюллетеней опущено               | 7.705.196  | 63.3 %  |
| Не голосовало                    | 4.467.544  | 36.7 %  |
| Всего избирателей                | 12.172.740 | 100.0 % |
| Опущенные бюллетени:             |            |         |
| Действительных                   | 7.646.415  | 99.24 % |
| Незаполненных и недействительных | 58.781     | 0.76 %  |
| Всего голосов                    | 7.705.196  | 100.0 % |
| Да и Нет:                        |            |         |
| Да (в поддержку)                 | 2.940.730  | 38.5 %  |
| Нет (против)                     | 4.705.685  | 61.5 %  |
| Всего                            | 7.646.415  | 100 %   |